# 衝出校園
《衝出校園》（英語：From Nowhere to Somewhere）是香港亞洲電視製作的劇集，全劇共20集，由張家輝和陳錦鴻等主演。

## 劇情介紹
雷立賢、林祖華、李佩玲等是大專同學，賢與華自小是親密好友，華暗戀玲，賢從旁幫助華追求玲。然而華因自小父母不和，母親對華干涉與溺愛過度，致其性格自卑軟弱。玲婉拒華之追求，愛上了獨立幹練的賢。賢父母早亡，與姊淑賢一家同住，但姐夫崔權卻拋妻另娶，賢為姐姐及外甥一家辛勤操持。玲獨立高傲，不能接受母親再嫁繼父，後她漸漸理解父母對她的關愛。賢因為與華的關係，初逃避對玲之感情，但在玲表明心跡後，兩人開始戀情。華撞見賢、玲二人親密舉動，誤解賢背叛友情，但兩人最終言歸於好。畢業後，華隨母離開香港往美國定居。玲之同母異父妹妹黃佩瑜，未婚懷孕，其男友Jackie卻背女友偷歡，被瑜發現後終止婚約，獨自生下兒子。Jackie因與新女友萬能膠開車時爭執，撞死途人，其兄為其頂罪，Jackie被安排離開香港，臨走時，Jackie終悔悟，到警局自首。賢畢業後在編劇方面漸有所成，玲亦在投資公司中受到上司賞識。華之表妹李彤在演藝圈發展，愛上勤勞能幹的賢，主動追求，使玲与賢產生冲突，兩人分手。彤因受賢拒絕之打擊，意志消沉。華完成碩士學業，隨母親回港，其母與早已出軌的父親辦理離婚手續，兩人因財產分配而起爭執，不料林父後卻因病去世。李彤苦追賢不得，精神產生問題，遂到賢家中大鬧，混亂中將賢捅成重傷，淑賢在拉扯中錯手將李彤殺死。玲仍然十分關心賢，為其姊案件四處奔走，而知道李彤精神狀況真相的華雖經猶豫仍為公正而在法庭作證，使淑賢無罪釋放。華在辦好父親遺產分配後離港回美，玲也遠赴新加坡工作。幾年後，賢與玲在香港重遇，仍掛念對方的兩人終可重新開始。

## 演員表
- 張家輝 飾 雷立賢（Ray）
- 陳錦鴻 飾 林祖華（Joe）
- 劉錦玲 飾 李佩玲
- 龍炳基 飾 Jackie
- 苗金鳳 飾 林祖華母
- 甘山  飾  林學仁
- 莊靜而 飾 雷淑賢
- 龐秋雁 飾 黃佩瑜
- 何偉龍 飾 何Sir
- 劉錫賢 飾 廖米谷
- 李其鈞 飾 李彤
- 黃素歡 飾 萬能膠
- 黃莎莉 飾 李彤母
- 馮真 飾 李佩玲、黃佩瑜之母
- 陳植槐 飾 黃佩瑜父
- 丁櫻 飾 校長
- 羅青浩 飾 方老闆
- 吳元俊 飾 崔權
- 煒烈 飾 Jackie之兄
- 楊嘉諾 飾 李佩玲老闆